# Велика Лабіринтова печера
Велика Лабіринтова печера (рос. Большая Лабиринтовая) — печера в Башкортостані, Росія. Печера комплексного (горизонтально-вертикального) типу простягання. Загальна протяжність — 300 м. Глибина печери становить 28 м. Категорія складності проходження ходів печери — 1. Печера відноситься до Приїкського підрайону Бєлорецького району Зілаїрської області Центральноуральської спелеологічної провінції.